# Jimmy Castor
James Walter "Jimmy" Castor (New York, 23 juni 1940 - Henderson, 16 januari 2012) was een Amerikaans musicus uit het pop- en funkgenre. Hij verwierf vooral bekendheid als saxofonist. Zijn grootste hit was Troglodyte (Cave Man) uit 1972.

## Biografie
Castor begon zijn muzikale carrière als een doo-wop zanger in New York. In 1956 schreef en produceerde hij het lied I Promise to Remember. In 1957 werd hij lid van The Teenagers als vervanger van Frankie Lymon.
In 1960 maakte hij de overstap naar saxofoon. Hij scoorde in 1966 een hit met Hey Leroy, Your Mama's Callin' You, welke werd uitgebracht door Smash Records. Hij speelde tevens mee als saxofonist in Dave 'Baby' Cortez's hit Rinky Dink.
In 1972 richtte Castor de Jimmy Castor Bunch op, welke onder contract stond bij RCA Records. De groep bestond verder uit toetsenist/trompettist Gerry Thomas, bassist Doug Gibson, gitarist Harry Jensen, congaspeler Lenny Friddle Jr. en drummer Bobby Manigault. Castor nam in de jaren erop zowel solo als met de Castor Bunch een aantal succesvolle muziekalbums en singles op. In 1972 kende de groep haar grootste succes met het album It's Just Begun, waarvan de single Troglodyte (Cave Man) de zesde plaats haalde in de Billboard Hot 100. Het lied bleef 14 weken in de Billboard Hot 100 staan en op 30 juni 1972 waren er reeds 1 miljoen exemplaren van verkocht. Dit leverde Castor een gouden plaat op van de R.I.A.A. In de jaren 80 verliet Gerry Thomas de Jimmy Castor Bunch.
Castor trad van 1976 tot 1988 nog op als soloartiest. Hij nam hierbij nummers op als E-Man Boogie, King Kong, Bom Bom en Potential. In 1988 scoorde hij nog een hit met Love Makes a Woman. In de jaren 80 had hij tevens zijn eigen platenlabel; Long Distance. Veel van de nummers van Castor en zijn band zijn in latere jaren gebruikt als filmmuziek en in gesamplede vorm in de hiphop.
Castor stierf in 2012 aan de gevolgen van hartfalen.

## Discografie

### Albums
- Hey Leroy (1968) (Smash)
- It's Just Begun (1972) (RCA)
- Phase 2 (1972) (RCA)
- Dimension 3 (1973) (RCA)
- The Jimmy Castor Bunch featuring The Everything Man (1974) (Atlantic)
- Butt Of Course... (1975) (Atlantic)
- Supersound (1975) (Atlantic)
- E-Man Groovin' (1976) (Atlantic)
- Maximum Stimulation (1977) (Atlantic)
- Let It Out (1978) (Drive/T.K. Records)
- The Jimmy Castor Bunch (1979) (Cotillion/Atlantic)
- C (1980) (Long Distance)
- The Return of Leroy (1983) (Dream)
- The Everything Man-The Best of The Jimmy Castor Bunch (1995) (Rhino)

### Singles
- "Hey, Leroy, Your Mama's Callin' You" (1966), #31
- "It's Just Begun" (1972)
- "Troglodyte (Cave Man)" (1972), #6
- "The Bertha Butt Boogie (part 1)" (1975), #16
- "King Kong (part 1)" (1975), #69
- "Love Makes a Woman" (1988) (with Joyce Sims)